# Auguste-Joseph Herlin
Pour les articles homonymes, voir Herlin.
Auguste-Joseph Herlin né à Lille le 18 août 1815 et mort dans la même ville le 13 décembre 1900 est un peintre et conservateur de musée français.

## Biographie
Fils de négociant destiné à prendre la suite des affaires de son père avec l'un de ses frères, Auguste Herlin engage néanmoins des études artistiques aux écoles académiques de Lille où il suit notamment les cours de François Souchon. Il reste associé avec son frère pour diriger la maison de commerce familiale jusqu'en 1850, époque à laquelle il abandonne le négoce pour se consacrer entièrement à la peinture et au dessin d'après nature.

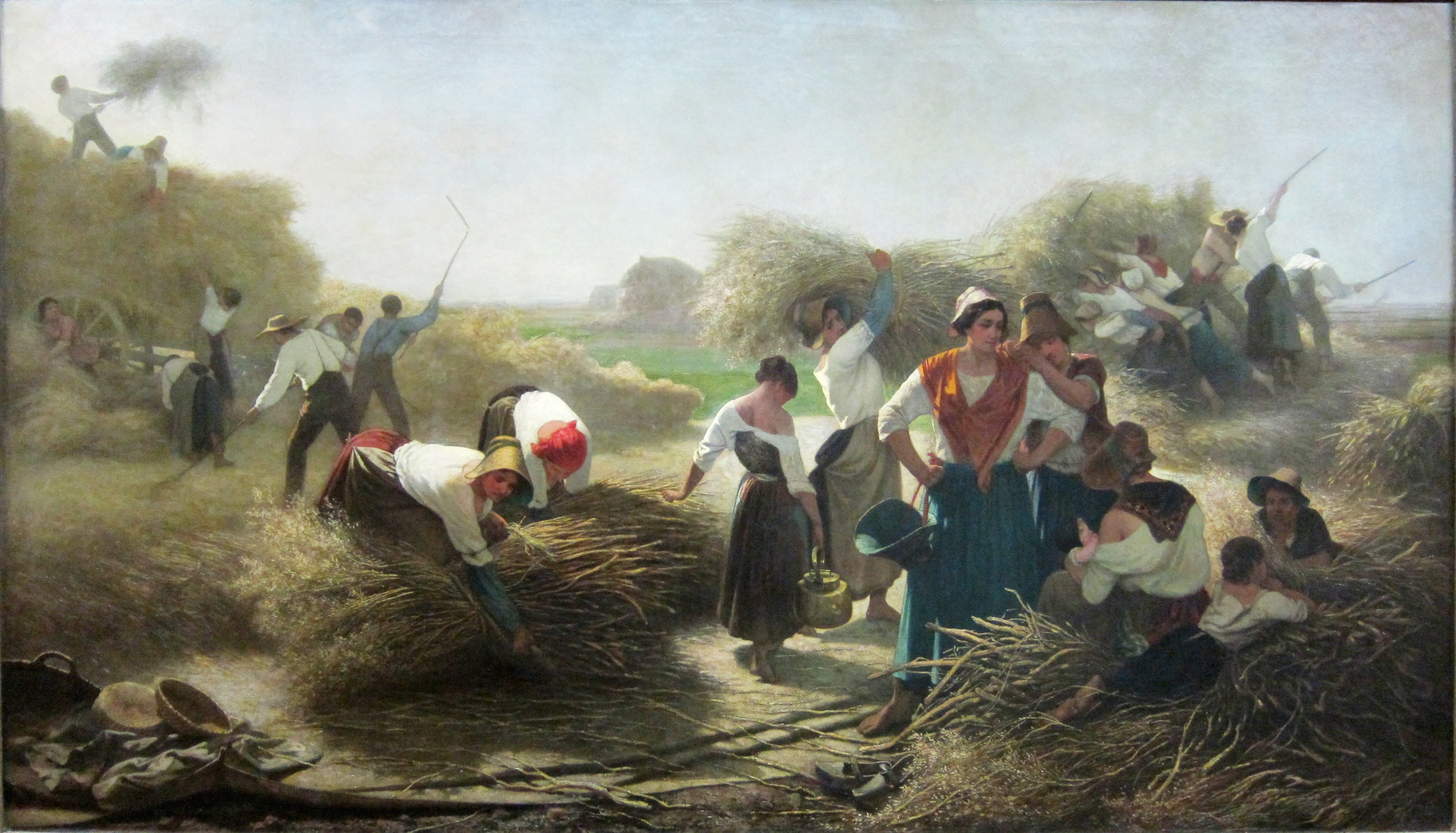
Battage de colza dans la plaine de Lille, palais des beaux-arts de Lille.

Il poursuit alors une œuvre inspirée de la vie dans les campagnes du Nord, engagée plusieurs années avant que Jean-François Millet ne s'intéresse aux conditions d'existence des paysans. Il expose au Salon de Paris en 1861 (Battage du colza et Le Viatique), en 1863 (Le Train de plaisir), en 1866 (Enterrement du pauvre au village et La Visite au confrère), en 1867 (La Lessive), en 1875 (la Soif) et en 1876 (Une Affaire d'honneur). Il présente également quelques tableaux aux expositions internationales de Bruxelles et de Londres de 1867 (le Jardin de M. le curé, le Bateau à herbe, le Filet et un paysage) et expose au salon de Lille de 1881.
Adjoint de l'administrateur des musées de Lille pour la conservation des tableaux dans les années 1870, il devient de fait, à la mort d'Édouard Reynart en 1879, conservateur du musée de peinture de Lille. À compter de cette époque, il se consacre essentiellement à sa mission et ne présente pratiquement plus ses œuvres. En 1891, il est nommé chevalier de la Légion d'honneur. Membre de la Société des sciences, de l'agriculture et des arts de Lille depuis 1883, il en devient président en 1892. En raison de son âge, il quitte ses fonctions de conservateur du musée de Lille la même année.
Après sa mort, le 13 décembre 1900, une exposition organisée par l'Union artistique du Nord lui rend hommage en avril 1902.